# Zbeniny
Zbeniny (kaszub. Zbeninë) – wieś w Polsce położona w województwie pomorskim, w powiecie chojnickim, w gminie Chojnice. Połączenie z centrum Chojnic umożliwiają autobusy komunikacji miejskiej (linia nr 4).
Prywatna wieś szlachecka położona była w drugiej połowie XVI wieku w województwie pomorskim.
W latach 1954–1959 wieś należała i była siedzibą gromady Zbeniny, po jej likwidacji w gromadzie Charzykowy. W latach 1975–1998 miejscowość położona była w województwie bydgoskim.

## Zabytki
Według rejestru zabytków NID na listę zabytków wpisany jest zespół dworski, 1857, 1926, nr rej.: A/474/1-2 z 30.08.1996: dwór i park.
Zespół dworski znajduje się w centrum wsi. Pałac o cechach klasycystycznych zbudowany został w 1857, rozbudowany w 1926, dla rodziny Chrzanowskich. Jednopiętrowy dwuskrzydłowy budynek posiada piętrową część środkową poprzedzoną portykiem, krytą wysokim mansardowym dachem.